# 拜赖克伯瑟尔梅尼
拜赖克伯瑟尔梅尼，是匈牙利豪伊杜-比豪尔州所辖的一个村。总面积42.84平方公里，总人口1707，人口密度39.8人/平方公里（2011年1月1日）。